# Междоусобная война в Кокандском ханстве
Междоусобная война в Кокандском ханстве — серия внутренних конфликтов в Кокандском ханстве с февраля 1862 года по июль 1863 года за власть между кочевой и оседло-земледельческой знатью, прекратившаяся после отступления эмира Музаффара и Худояр-хана в Бухару. Война началась после убийства Малла-хана, в результате чего, политическая элита страны разделилась и привела к двоевластию.
Ход этой борьбы показал, что оседлая партия не способна была её выиграть, даже опираясь на поддержку бухарцев.

## Начало войны
В феврале 1862 года был убит Малла-хан, после чего в ханстве началось двоевластие, разделившее политическую элиту ханства и приведшее к междоусобной войне. Ханом в Ташкенте был назначен Худояр-хан, а в Коканде — Шахмурад-хан.
Сторонники Шахмурада направились в Ташкент и осадили город. Город взять не получилось, а выступление эмира Музаффара из Бухары, по просьбе Худояра заставило кыргыз-кыпчаков снять осаду и спешно вернуться в столицу.
В Коканде вспыхнуло восстание, Алимкулу и Шадман-ходже пришлось отступить. Худояр-хан занял столицу. Взяв Коканд, Худояр отправил эмиру послание, давая ему понять, что после взятия Коканда он в эмире больше не нуждается.
В июне 1862 года произошли бои в Асаке между войсками Алимкула с одной стороны и войсками Худояр-хана с другой. Битва закончилась победой Алимкула.
Летом 1862 года войска Алимкула позже неоднократно совершали грабительские набеги на северные районы ханства — Наманган, Туракурган и Касан. Произошла резня в Саманчи, а также истребление ополчения в Яккатуте, недалеко от Маргилана.

## Ход событий
Летом и осенью 1862 года кыргыз-кыпчаки взяли Касан, затем они взяли Наманган, Чуст, Туракурган и все ближайшие к ним селения. В это же время, по настоянию Алимкула, поднялись исфаринские и сохские кыргызы. Худояр-хан растерялся и послал к эмиру Бухары за помощью. Мингбай осадил Чартак. Хан послал против него четырёх пятисотников, но они были разбиты. Кыргыз-кыпчаки стали появляться около самого Коканда и грабить его ближайшие окрестности.
В августе 1862 года Андижан был взят в осаду и был завоёван в январе 1863 года. В это же время повторно был взят Наманган, а за ним и весь правый берег Сырдарьи. В феврале кыргыз-кыпчаки осадили Маргилан и захватили его в апреле 1863 года.
К концу 1862 года Алимкулу удалось собрать значительные силы (40,000) из числа ошских, араванских, алайских кыргызов и кыпчаков. Оппозиция насильно отнимала у населения Андижана и окрестных селений Балыкчи, Кувы, Асака, Шахрихана, Оша, Пайтуга их богатства, обложили повторными налогами. После многомесячной борьбы им удалось захватить Маргилан и двинуться на Коканд.
В этих районах многие селения были охвачены пожарами, поля вытоптаны, погибло большое число людей.

## ВмешательствоБухары
Как только Маргилан был взят, войска Алимкула объявились под Кокандом. Внушительный гарнизон столицы, состоявший из бухарцев и войск Худояр-хана, очевидно не чувствуя уверенности, избегал прямого столкновения и ограничивался редкими вылазками. Вскоре бухарцы, желая поддержать репутацию союзников, отважились на вылазку, но одержать верх смогли лишь при своевременной поддержке войск Худояра. Эмир Музаффар лично прибыл в Коканд. Общими усилиями обороняющиеся потеснили войска Алимкула, которые вскоре отступили на восток Ферганы.
Поскольку автор «Тарих-и Аликули амир-и лашкар» находился в это время в стане кочевников, его рассказ представляет особый интерес. Он убедительно показывает, что отступление кочевой партии вглубь Ферганы было гениально продуманным стратегическим ходом, который Алимкул осуществил по совету Шадман-ходжи мингбаши. 
Из Йар-Мазара против войск Алимкула был послан отряд. Алимкул разбил его, но из предосторожности не стал преследовать. На обратном пути этот разбитый бухарский отряд разграбил несколько селений. Алимкул спустился с гор и занял Кара-Суу. Кокандские авторы не преминули отметить, что бухарские войска занимались преимущественно грабежом местного населения. В это же время Шадман-ходжа взял Ташкент.
Худояр-хан и эмир Музаффар, убедившись в невозможности применить силу против войск Алимкула, стремились добиться победы путём мирных переговоров. Началась длительная переписка, в результате которой Алимкулу и его сторонникам удалось поссорить и разъединить силы эмира и хана. Алимкул и его сторонники предъявили бухарскому эмиру ультиматум о немедленном уходе из Кокандского ханства. Музаффар, выполняя ультиматум кочевников, вместе с Худояром без боя ушёл в Бухару.

## Конец войны
Музаффар и его советники растерялись. Одни из них предлагали предоставить оппозиции самой выбрать хана. Другая группа бухарских эмиров предлагала пригласить главарей кочевников якобы для переговоров и расправиться с ними.
Когда и эта попытка провалилась, Алимкул отправил эмиру Музаффару дерзкое письмо с предложением либо убираться восвояси, прихватив с собой Худояр-хана, либо сразиться в назначенном месте под Маргиланом. Бухарский эмир вызова не принял, вернулся в Маргилан и затем в Коканд.
Эмир Музаффар, очевидно поняв, что долго в Коканде не удержится, приказал собрать мастеров, часть знати и духовенства и отправить их  конвоем в Бухару. Туда же были отправлены гарем и казна Худояр-хана. Напоследок, бухарцы разграбили дома многих жителей города и окрестностей, доказав тем самым отсутствие каких-либо религиозных норм и предписаний в своих действиях.
В июле 1863 года войска Алимкула под предводительством Мингбая взяли Ходжент после осады. Тем самым изгнав бухарцев в Самарканд и закончив кровопролитную междоусобную войну. В том же месяце Султан Сеид-хан был объявлен ханом.

## Последствия войны
Таким образом, в результате двухлетней беспрерывной борьбы, власть в ханстве вновь перешла в руки кыргызо-кыпчакской знати. «Боролись не на жизнь, а на смерть две партии. Резня была страшная. Анархия достигла поражающих размеров. Претендентами на ханство явились различные потомки кокандских ханов, утратившие давно всякие права на владение Кокандом», — писал Л. Соболев.
В донесении сибирского командования военному министру царского правительства от 4 мая 1864 года говорилось: «... Состояние военной администрации чрезвычайно дурно, войска мало, и те вооружены и одеты дурно; продовольствие вовсе не заготовлено, и нет хлеба на рынках в продаже, денег обращается чрезвычайно мало, казна совершенно истощена, а источников для пополнения её почти не существует... Вообще хотя в ханстве и водворился порядок, но вследствие бывшей анархии в народе существует чрезвычайная бедность, торговля в упадке и сверх того во всём ханстве был значительный падёж скота, в том числе и лошадей».

### Книги
- Бейсембиев Т. К. Кокандская историография. Исследование по источниковедению Средней Азии XVIII-XIX веков. — Алматы: TOO «Print-S», 2009. — 1263 с. — ISBN 9965-482-84-5.
- Набиев Р.Н. Из истории Кокандского ханства (феодальное хозяйство Худояр-хана). — Ташкент: Изд-во ФАН Узбекской ССР, 1973. — 387 с.
- Наливкин В. Краткая история Кокандского ханства. — Казань, 1886. — 215 с.
- Б.М. Бабаджанов. Кокандское ханство: власть, политика, религия. — Токио, Ташкент, 2010. — 744 с.